# Dargovských hrdinov

Plaatsbepaling van het stadsdeel Dargovských Hrdinov binnen het district Košice III.

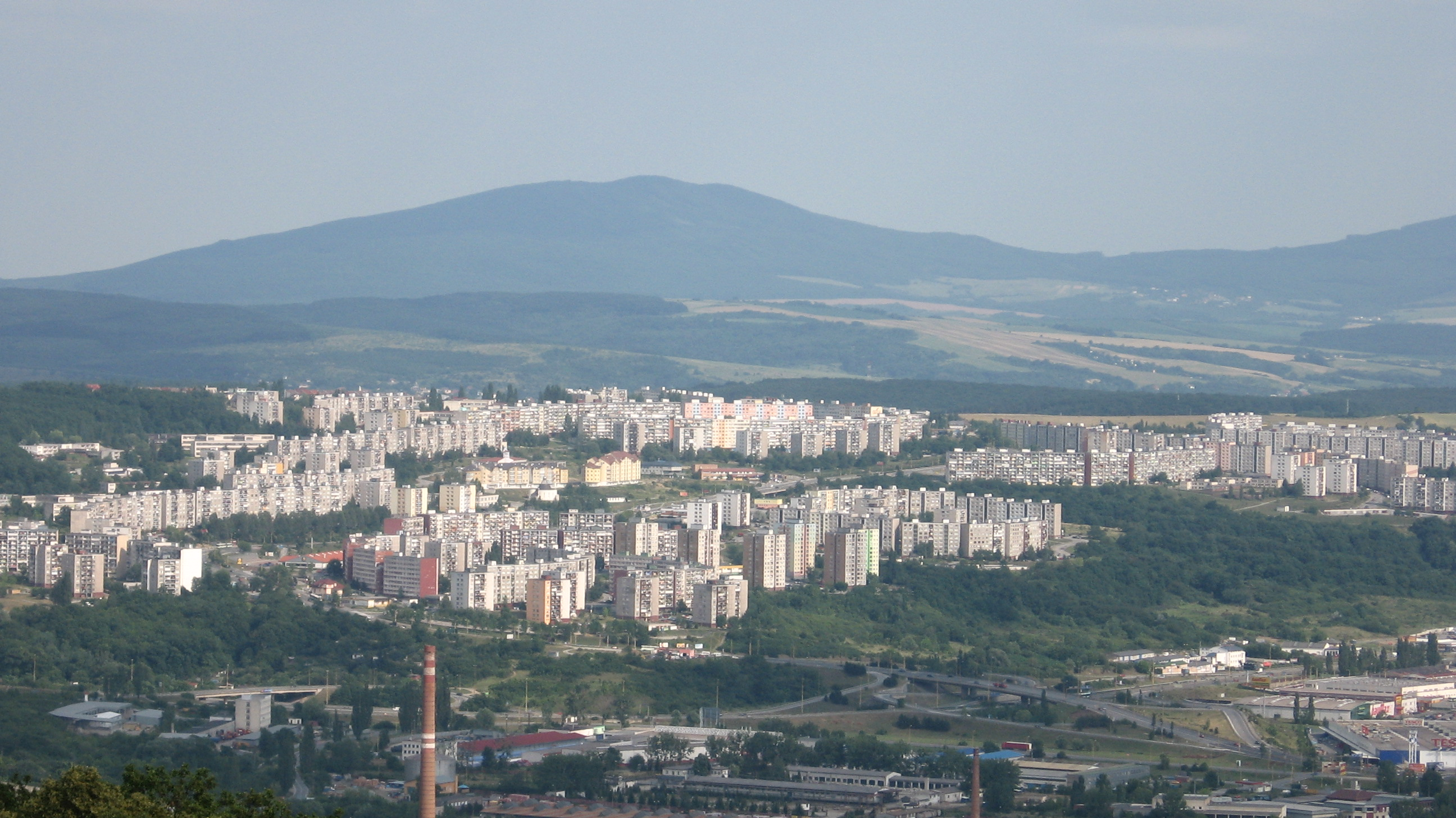
Panoramisch overzicht van het stadsdeel.

Dargovských hrdinov (Vertaald: Helden van de Dargovpas) is een recent ontwikkeld stadsdeel in Košice, waarvan de bouw begon in 1976. De wijk maakt deel uit van het district Košice III en telt 26.955 inwoners. De naam verwijst naar de slag om de Dargovpas eind 1944, begin 1945 tussen het Rode Leger en het Duitse leger.
Het stadsdeel is gelegen op een heuvel die gekend staat als Furča. Deze naam wordt in de volksmond ook gebruikt als naamgeving voor de wijk zelf. Er is vrijwel geen industriële bedrijvigheid.

## Topografie
De wijk van de "Helden van de Dargovpas" ligt in het noordoosten van Košice. Samen met de buurt "Košická Nová Ves", die ten zuiden ligt, maakt ze deel uit van het stadsdeel Košice III.
Andere aangrenzende stadsdelen zijn Sídlisko Ťahanovce in het noordwesten, Džungľa en Staré mesto in het westen en Vyšné Opátske in het zuiden. In het oosten ligt het district Košice-okolie.

## Straten
Net als de wijk zelf, zijn de meeste straten genoemd naar zaken die verband houden met gevechten aan het Oostfront, gebeurtenissen in de Tweede Wereldoorlog of leiders van het verzet. Vanwege de bevolking was er na de Fluwelen Revolutie van 1989 geen vraag om deze namen te veranderen.
De volgende straten bevinden zich geheel of gedeeltelijk in de woonwijk:
Adlerova, Bašťovanského, Benadova, Bielocerkevská, Buzulucká, Clementisova, Dvorkinova, Exnárova, Fábryho, Furčianska, Herlianska, Charkovská, Jaltská, Jegorovovo námestie, Kalinovská, kapitána Jaroša, Krosnianska, Kurská, Lidické námestie, Lupkovská, maršala Koneva (vertaald: Maarschalk Koneva), Maurerova, Ovručská, Postupimská, Povstania českého ľudu (vertaald: Opstanden van het Tsjechische volk), Slivník, Svätej rodiny (vertaald: Heilige Familie), Tokajícka, Trieda armádneho generála Ludvíka Svobodu, Zupkova. Pod sídliskom tiež Drieňová, Orechová, Pod Furčou, Prešovská cesta, Sečovská, Slivník, Vo výmoli.

## Eerstesteenlegging
De eerste steen van de groepsbebouwing in deze recent ontworpen wijk werd gelegd op 29 juni 1976 om 9 uur. Daarbij waren de volgende hoogwaardigheidsbekleders van het openbare leven aanwezig: Ján Pirč, Dezider Zagibu en Ing. Kristla.

## Waterlopen
Er zijn geen waterlopen in dit stadsdeel. De Moňok en de Košariský vloeien aan de buitenrand van de wijk. 

## Demografie

### Bevolking
Op 31 december 2006 bestond de bevolking uit 48,58% mannen en 51,42% vrouwen. Hoewel het geboortecijfers groter is dan het sterftecijfer, vertoont de bevolking een licht dalende trend. De reden hiervoor is de verhuis naar andere plaatsen.

### Nationaliteiten
Bij de volkstelling van 2001 noteerde men:
- 91% Slowaken,
- 3% Hongaren,
- 1% Roma,
- 1% Roethenen en Oekraïenen.

### Religie
- 57% rooms-katholiek,
- 8% grieks-katholiek,
- 4% evangelisch,
- 21% zonder godsdienst,
- 4% onbepaald.

## Cultuur en attracties
Een toeristisch pad loopt door een bospark, door een deel van de Furčianska-straat, naar Zelený dvor.

## Openbaar vervoer
De woonwijk wordt bediend door verscheidene busdiensten.